# Hypsocephalus
Hypsocephalus Millidge, 1978 è un genere di ragni appartenente alla famiglia Linyphiidae.

## Distribuzione
Le quattro specie oggi attribuite a questo genere sono state rinvenute prevalentemente in alcune località dell'Europa: due sono endemiche della Corsica. La specie dall'areale più vasto è la H. pusillus, reperita in varie località europee e in Ucraina.
Esemplari di H. paulae sono stati reperiti in Italia settentrionale, mentre esemplari di H. pusillus sono stati rinvenuti in alcune località della penisola.

## Tassonomia
Per la determinazione dei caratteri e della chiave dicotomica sono stati esaminati gli esemplari di Mecopisthes dahli (Lessert, 1909)
A dicembre 2011, si compone di quattro specie:
- Hypsocephalus huberti (Millidge, 1975) — Corsica
- Hypsocephalus nesiotes (Simon, 1914) — Corsica
- Hypsocephalus paulae (Simon, 1918) — Francia, Svizzera, Italia
- Hypsocephalus pusillus (Lessert, 1909)[4] — Europa, Ucraina

### Sinonimi
- Hypsocephalus dahli (Menge, 1869); questi esemplari, a seguito di un lavoro degli aracnologi Frick & Starega del 2009, sono stati riconosciuti sinonimi di H. pusillus (Menge, 1869)[1].
- Hypsocephalus perpusillus (Miller, 1966); questi esemplari, originariamente ascritti al genere Mecopisthes Simon, 1926, a seguito di uno studio dell'aracnologo Miller del 1971, sono stati posti in sinonimia con H. pusillus (Menge, 1869).